# Famille Progin
La famille Progin est une famille patricienne de Fribourg.

## Histoire
La famille Progin est originaire de Vaulruz.
En 1573, une branche est reçue dans la bourgeoisie de Fribourg. Cette branche s'éteint en 1862.

## Filiation
- Rodolphe Progin (-1612)
  - Simon Progin (-1606)
  - Nicolas Progin (-1624)
  - Jean Progin

## Armoiries
Les armes de la famille se blasonnent ainsi : d'azur à une marque de maison d'or accompagnée de deux étoiles (variante : deux roses) et en chef d'une fleur de Lys (variante : une étoile) du second.